# Hesperantha cedarmontana
Hesperantha cedarmontana är en irisväxtart som beskrevs av Peter Goldblatt. Hesperantha cedarmontana ingår i släktet Hesperantha och familjen irisväxter. Inga underarter finns listade i Catalogue of Life.